# Žažina
Žažina falu Horvátországban, Sziszek-Monoszló megyében. Közigazgatásilag Lekenikhez tartozik.

## Fekvése
Sziszek városától légvonalban 10, közúton 13 km-re északnyugatra, községközpontjától 10 km-re délkeltre, a 36-os számú főút mentén, a Kulpa bal partján fekszik.

## Története
A régészeti leletek tanúsága szerint területe már az ókorban lakott volt. Határában ókori településre utal nyomok és római út maradványai kerültek elő. A plébániatemplom közelében II. Claudius Gothicus római császár pénzérméje került elő. A mai település neve a „šaš” (sás) növénynévből származik. A 13. századig írásos adat nincs róla. E terület a korai Horvát Királyság idejében a gorai plébániához tartozott, mely később zsupánság, majd hűbérbirtok lett. A gorai birtokot mely abban az időben a Kulpa mindkét partjára kiterjedt még a 12. század végén III. Béla király a templomosoknak adta, majd a rend megszüntetése után 1312-től a vránai johannita perjelség gorai birtokához tartozott. Žažina neve ekkor tűnik fel „Sassyna” alakban. 1514-ben a teljes gorai birtokot a Frangepán család szluini ága szerezte meg, majd ennek néhány részét, köztük Žažinát hűbéreseinek adta. A žažinai plébániát 1574-ben említik először. A 16. század végén kihalt a Frangepánok szluini ága és a 17. század elején Žažina már a zágrábi püspökség hrasztovicai uradalmának része volt.
A török hódítás előretörését a 16. század második felében a térség is megsínylette különösen az 1580-as és 1590-es években, amikor Sziszek körül súlyos harcok folytak. A hagyomány szerint a település a török háborúk idején is folyamatosan lakott volt. Az akkori mocsaras területek között szárazulatok keletkeztek, ahol a sűrű sás között a lakosság menedékre lelhetett. Innen magyarázza a helyi hagyomány a település nevét, mely a sás növénynévből keletkezett (valójában a név sokkal régebbi eredetű). A népesség azonban a török veszély megszűnése után sem érte el már soha a török háborúk előtti szintet.
1857-ben 208, 1910-ben 247 lakosa volt. A 20. század első éveiben a kilátástalan gazdasági helyzet miatt sokan vándoroltak ki a tengerentúlra. 1918-ban az új szerb-horvát-szlovén állam, majd később Jugoszlávia része lett. A második világháború idején a Független Horvát Állam része volt. A háború után a béke időszaka köszöntött a településre. Enyhült a szegénység és sok ember talált munkát a közeli városokban. A falu 1991. június 25-én a független Horvátország része lett. 2011-ben 355 lakosa volt.

## Népesség
| Lakosság változása | Lakosság változása | Lakosság változása | Lakosság változása | Lakosság változása | Lakosság változása | Lakosság változása | Lakosság változása | Lakosság változása | Lakosság változása | Lakosság változása | Lakosság változása | Lakosság változása | Lakosság változása | Lakosság változása | Lakosság változása |
| ------------------ | ------------------ | ------------------ | ------------------ | ------------------ | ------------------ | ------------------ | ------------------ | ------------------ | ------------------ | ------------------ | ------------------ | ------------------ | ------------------ | ------------------ | ------------------ |
| 1857               | 1869               | 1880               | 1890               | 1900               | 1910               | 1921               | 1931               | 1948               | 1953               | 1961               | 1971               | 1981               | 1991               | 2001               | 2011               |
| 208                | 221                | 219                | 243                | 249                | 247                | 263                | 302                | 272                | 256                | 299                | 312                | 338                | 379                | 369                | 355                |

## Nevezetességei
- Szent Miklós és Szent Vid tiszteletére szentelt római katolikus plébániatemploma[4] a település szélén áll. A templomot 1778 és 1788 között a zágrábi székesegyház elöljárója Franjo Popović építtette barokk-klasszicista stílusban. Az apszis közepén található a Szent Miklóst ábrázoló oltárkép. A sokszögletű szószéket 1750-ben készítették. A templomban kár keletkezett a 2020. december 28-i földrengés során, sok helyen lehullott a belső vakolat. A hatalmas pusztítás viszont másnap, 29-én jött: az újabb földrengés következtében a torony ledőlt, a tetőszerkezet jelentős részben megsemmisült.[5]
- Žažina várát, mely a plébániatemplom és Dužica között állt 1578-ban a zágrábi püspökség építtette. Egy 1672-es feljegyzés szerint a kis méretű vár tulajdonosa a Lovinčić család volt. A vár helye és sorsa a mai napig sem tisztázott.